# Зимогор'є (Новгородська область)
Зимогор'є (рос. Зимогорье) — село у Валдайському районі Новгородської області Російської Федерації.
Населення становить 785  осіб. Належить до муніципального утворення Валдайське міське поселення.

## Історія
До 1927 року село перебувало у складі Новгородської губернії. У 1927-1944 роках належало до Ленінградської області.
Згідно із законом від 22 грудня 2004 року № 371-ОЗ року належить до муніципального утворення Валдайське міське поселення.

## Населення
| 2010 | 2013 | 2014 | 2016 | 2017 | 2018 | 2019 |
| ---- | ---- | ---- | ---- | ---- | ---- | ---- |
| 885  | ↘455 | ↗823 | ↘804 | ↘790 | ↗796 | ↘788 |
| 2020 |      |      |      |      |      |      |
| ↘785 |      |      |      |      |      |      |